# AC-14
AC-14 — один из типов современных якорей повышенной держащей силы. Разработан в конце 1950-х годов по заданию Британского адмиралтейства, в 1960 году признан типовым якорем для строящихся кораблей Королевского флота Великобритании и в 1964 году был одобрен Регистром Ллойда.

## Конструкция
Якорь — литой конструкции, хотя в первоначальном варианте он имел пустотелые лапы, что увеличивало его держащую силу по отношению к весу. В окончательном варианте от пустотелых лап отказались в пользу обычных литых, это упростило производство и сделало якорь менее дорогостоящим.
АС-14 имеет длинные узкие лапы, приближенные к веретену, его форму можно назвать «уплощённо-обтекаемой» — она позволяет якорю глубже зарываться в грунт. Этому способствуют также слегка скошенные вниз выступы штока коробки, создающие минимальное сопротивление при вхождении якоря в дно. Лапы якоря могут откидываться от веретена под углом 35 градусов.
АС-14 выпускается в весовой категории от 180 кг до 25 т.